# Hemidactylus sirumalaiensis
Hemidactylus sirumalaiensis — вид ящірок з родини геконових (Gekkonidae). Відкритий у 2020 році.

## Поширення
Ендемік Індії. Відомий лише у типовому місцезнаходженні — масив Сірумалай у штаті Тамілнад на півдні країни.